# Victorio
Victorio (de Bidu-ya, Beduiat) (Chihuahua, 1825 - Tres Castillos, Chihuahua, México, 14 de octubre de 1880) nacido bajo el nombre de Pedro Cedillo, fue un legendario guerrero y líder de la banda chihenne de los chiricahuas que unificó varios grupos apaches y comandó feroces ataques y batallas en contra del ejército mexicano y estadounidense, destacando por sus grandes habilidades de guerra y sus estrategias sanguinarias, siendo un temido jefe por sus enemigos y considerado el “más fiero y cruel” líder de los chiricahuas y un héroe para su pueblo, llegando a estar invicto hasta su muerte en la Batalla de Tres Castillos.
Nació como un mestizo originario de la hacienda Encinillas, en el estado de Chihuahua, México, cuando tenía 6 años un grupo de apaches atacó la hacienda donde vivía y se lo llevó cautivo, matando los apaches a varias personas, entre ellas a su madre, María Cedillo.
Luchó en 1855 con Mangas Coloradas y en 1862 con Cochise en Apache Pass. En 1872 se movió con su tribu a la reserva Tularosa, pero en 1877 fueron obligados a irse a San Carlos. Por eso en 1879 huyeron y se establecieron en las montañas Black Range, pero en agosto de 1880 el ejército les obligó a huir a México.
El 14 de octubre de 1880, el coronel Joaquín Terrazas emboscaba a Victorio en los cerros de Tres Castillos, en Chihuahua. Victorio, otros 62 guerreros apaches, 16 mujeres y menores de edad cayeron en la lucha. Ningún hombre adulto sobrevivió.

## Orígenes
Los grupos étnicos identificados como apaches mantuvieron en el norte del país una compleja relación con la escasa población asentada en el territorio que ahora son los estados fronterizos con Estados Unidos. Una relación cíclica de ataques, retiradas, acuerdos de paz y un frágil comercio con los rancheros que se prolongó hasta mediados del siglo XIX.
A diferencia de las etnias sedentarias, los apaches fueron insumisos porque no quisieron o no pudieron integrarse al trabajo subordinado de las haciendas. Sus continuos ataques y robos llegaron a ser insoportables y hacia el final de la Guerra de Reforma, cobró fuerza en México "la guerra contra los bárbaros".
En ambos costados de la frontera, desde Sonora hasta Coahuila, los apaches vivieron durante décadas en continuo estado de guerra. Conducidos por sus jefes Gerónimo, Juh, Mangas Coloradas, Cochise, Alsate, Victorio y otros, intentaron evitar el exterminio buscado por las milicias civiles y militares, mexicanas y estadounidenses. Una guerra, que vista en sus circunstancias, culturales y políticas, estaba destinada a terminar trágicamente con la victoria de la modernidad.
Podría fijarse el final de esta larga y sangrienta guerra con la batalla que marca la declinación de las fuerzas apaches, ocurrida en Tres Castillos, Chihuahua, donde la muerte de Victorio y la masacre de sus guerreros redujo la resistencia apache a la lucha de algunas bandas sin cohesión alguna.

## El jefe Victorio
En septiembre de 1879 los chiricahuas del jefe Victorio decidieron aferrar el hacha de la guerra en las montañas de la Sierra Madre y, unidos a otros grupos, desataron la ofensiva por su espacio vital. Por casi un año, mantuvieron en jaque a las fuerzas de ambos países acometiendo atrevidas acciones que justificaban la idea del "terror apache". Además, rancheros y mercenarios buscaban la recompensa ofrecida por gobierno (250 pesos por cada cabellera apache, 200 por cada prisionero vivo y 2000 por Victorio vivo o muerto), lo que acrecentó la desigualdad en el enfrentamiento y fue cerrando el cerco sobre el jefe.

## Batalla de Tres Castillos
En septiembre de 1880 el coronel Joaquín Terrazas, con un ejército de 350 hombres, armados con modernos rifles de repetición Remington y abundante parque, se acercaba a Victorio sin saberlo. Con ayuda de exploradores tarahumaras, Terrazas siguió el débil rastro de los apaches en la sierra y a principios de octubre llegó a Tres Castillos, donde Victorio había decidido acampar para reabastecerse de agua y comida. 
Entre los hombres que Joaquín Terrazas llevaba consigo destacaba un grupo de tarahumaras armados provenientes de la comunidad de Arisiachi, ya que con anterioridad los tarahumaras habían sufrido ataques de los grupos n’nee o chiricahuas.
Tres Castillos se encuentra dentro del municipio de Coyame a 150 kilómetros al noreste de la ciudad de Chihuahua en una región árida rodeada por una vasta llanura desértica en la que sobresalen tres cerros graníticos que le dan nombre al lugar.
El 14 de octubre se libró la Batalla de Tres Castillos, donde el jefe apache vio venir la columna de soldados y decidió salir a su encuentro con un reducido pero selecto grupo de guerreros para proteger la salida del grueso de su gente y que pudieran prepararse para resistir. Según la tradición, en la columna de mexicanos iba el tarahumara Mauricio Corredor, que abrió fuego con su rifle, alcanzando a Victorio en pleno pecho. El jefe apache fue recogido por sus hombres y llevado a la cumbre del cerro, donde ya se encontraban parapetados el resto de sus guerreros y las familias. Un par de horas después, Victorio murió; con ello, la derrota de los apaches se volvió inminente.
Al amanecer del 15 de octubre la lucha recomenzó y se mantuvo equilibrada hasta que las municiones de los apaches comenzaron a agotarse, por lo que desataron una desesperada lucha con cuchillo y hacha ante los rifles mexicanos. En la batalla murieron 62 guerreros y 16 mujeres y menores de edad. Fueron capturados 68 mujeres y niños. Ningún hombre adulto quedó vivo.
La Batalla de Tres Castillos marcó el inicio del ocaso de los apaches. La intención de los colonos en esa guerra de había cumplido; se trataba de hacer fructificar las riquezas de ese territorio, crear alicientes para empresas del ferrocarril, atraer la inmigración y fomentar la industria y la agricultura. Pero la guerra también creó la cultura de los hombres que irían a la Revolución pocos años después.